# Dirk Sanders
Pour le footballeur, voir Dirk Sanders (football).
Pour les articles homonymes, voir Sanders.
Dirk Sanders est un danseur, acteur, chorégraphe et réalisateur néerlandais, né le 24 décembre 1933 à Buitenzorg (Indes orientales néerlandaises) et mort le 25 juillet 2002 dans le 14e arrondissement de Paris.

## Biographie
(avril 2025).

### Origines et formation
Dirk Sanders naît sous le nom d’état civil de Dirk Hans van Hoogstraten le 24 décembre 1933 à Buitenzorg, (île de Java) dans les Indes orientales néerlandaises où son père travaille pour le gouvernement des Pays-Bas.
Il passe toute sa jeunesse sur l'île de Java et en Europe. À l’âge de 13 ans, il s’installe à Amsterdam pour y poursuivre sa scolarité. Les cours de théâtre sont son principal passe-temps. Mais, il se rend vite compte que son accent va être un handicap s’il veut, un jour, jouer hors des Pays-Bas. Il pratique momentanément la pantomime. Cela ne le satisfait pas, pas plus que la peinture à laquelle il s’exerce pendant un an. La danse est la réponse et, à 17 ans, ses parents l’envoient en Allemagne pour se former auprès du chorégraphe Kurt Jooss. Il y étudie la danse moderne pendant deux ans, de 1950 à 1952, puis il part pour Paris, où il suit les cours de Nora Kiss, professeur de renommée internationale. Deux mois après être arrivé à Paris, il s’inscrit dans un concours de jeunes chorégraphes et il obtient la 4e place alors que beaucoup pensent qu’il aurait dû gagner. Cette controverse donne au jeune Dirk Sanders une notoriété immédiate dans le métier et dans le cercle des danseurs français.

### Danse
Durant les cinq années qui suivent, Dirk Sanders est membre de plusieurs compagnies françaises de ballet. Son premier contrat est avec les « Ballets de l’Étoile » (Roland Petit) où il reprend le rôle de Petrucchio dans La Mégère apprivoisée de Maurice Béjart. Après trois saisons avec la troupe, Dirk travaille successivement avec les Ballets de la tour Eiffel, la compagnie Janine Charrat, et la compagnie Jean Babilée.
Notamment en 1957, sa prestation dans Maratona di Danza (en allemand, Marathon), dont il assure également la chorégraphie, est remarquée à l’occasion du Festival de Berlin ; Visconti, qu’il a rencontré à l’occasion du film Nuits blanches, est le metteur en scène de ce ballet.
Parmi ses rôles les plus célèbres, il y a Haut Voltage de Maurice Béjart, Gosse de Paris de Pierre Cotte, Les Liens de Janine Charrat et Divertimento, Sable et Balance à trois de Jean Babilée. Par la suite, Dirk participe à des créations originales : Récréation, L’Arbre rouge, Blues, Hôtel de l’Espérance et, pour le festival du printemps du casino d’Enghien, L’Emprise et Balletino.

### Cinéma et télévision
Par l’entremise de la danse et parallèlement à sa carrière de danseur, Dirk Sanders rejoint le cinéma et la télévision.
Durant la saison parisienne de la compagnie Jean Babilée, il attire l’attention du producteur et metteur en scène Luchino Visconti. Celui-ci l’invite à apparaître dans Nuits blanches, film de 1957 avec Maria Schell, dont il gère les éléments chorégraphiques.
En 1962, Dirk Sanders tient le rôle principal dans Le Navire étoile, première dramatique télévisée de science-fiction en France.
Il devient aussi le collaborateur de Jean-Christophe Averty et se forme à la réalisation d’émissions de télévision et de documentaires. Il réalise ainsi le film de cinéma Tu seras terriblement gentille en 1967, des documentaires sur la danse et un opéra filmé Tosca en 1982.
Durant les années 1980 et 1990, Dirk Sanders est le réalisateur de nombreuses émissions de la télévision française présentées par Jacques Martin.

### Vie privée

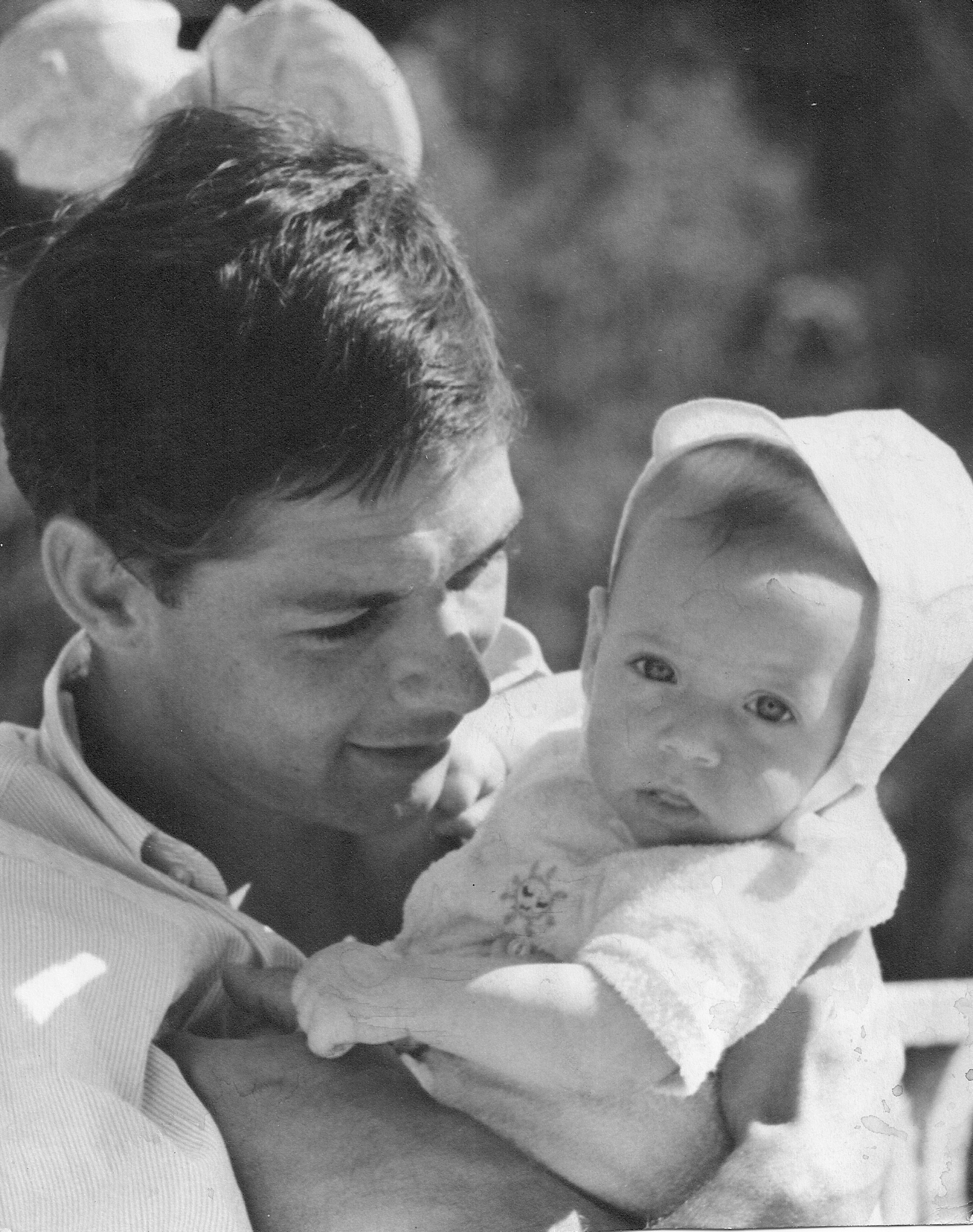
Dirk Sanders et sa fille Leslie Tabuteau (1960).

Le 1er août 1958, à New York, Dirk Sanders épouse la comédienne Annie Fargue. Ils ont une fille Leslie Tabuteau, née en 1960.
Il rencontre l’actrice Karen Blanguernon (1935-1996), divorcée de Guy Bedos, qui devient sa seconde femme. Ils ont une fille, Tessa van Hoogstraten (née le 26 juillet 1961 et morte le 13 juin 2017). Les deux acteurs sont à l’affiche du même film Le Tout pour le tout (sorti en 1963) de Patrice Dally.
Karen Blanguernon se suicide à New York en 1996.
Dirk Sanders a été naturalisé français.

### Mort
Dirk Sanders meurt le 25 juillet 2002 (ou le 26 juillet,) dans le 14e arrondissement de Paris,.
Il est inhumé au cimetière du Père-Lachaise le 30 juillet[réf. nécessaire].

## Filmographie

### Acteur, danseur
- 1957 : Nuits blanches de Luchino Visconti
- 1960 : Les Collants noirs de Terence Young
- 1961 : Vie privée de Louis Malle
- 1962 : Le Navire étoile, téléfilm d'Alain Boudet d'après Edwin Charles Tubb
- 1963 : Le Tout pour le tout de Patrice Dally
- 1963 : Blague dans le coin de Maurice Labro
- 1965 : Pierrot le Fou, de Jean-Luc Godard
- 1965 : L'Arroseur arrosé, de Pierre Tchernia

### Réalisateur
- 1967 : Tu seras terriblement gentille, avec Frédéric de Pasquale, Karen Blanguernon, Leslie Bedos, Jean Moussy, Victor Lanoux, René Goliard
- 1974 : De l'autre côté de la nuit, avec Ivry Gitlis, Karen Blanguernon
- 1977 : Jean et Thérèse, ballet d'Aimée Mortimer, avec Jean Babilée et Thérèse Thoreux
- 1989 : Les Enfants de la danse, documentaire de 3 h 51 min en quatre parties, sur l’école de danse de l’Opéra récemment installée à Nanterre, placée sous la direction de Claude Bessy[6]
- Le Chat botté, avec Patrick Dupond
- Une biographie de la chorégraphe Janine Charrat
- Carmen de Roland Petit, avec Zizi Jeanmaire
- Un portrait de Zizi Jeanmaire
- De nombreuses émissions de la télévision française présentées par Jacques Martin

## Théâtre
- 1989 : The Boy Friend de Sandy Wilson, mise en scène avec Jean-Christophe Averty, théâtre Antoine